# Mongolská hokejová reprezentace do 18 let
Mongolská hokejová reprezentace do 18 let je výběrem nejlepších mongolských hráčů ledního hokeje v této věkové kategorii. V letech 2000 až 2002 se účastnila asijské skupiny mistrovství světa do 18 let a v letech 2008 až 2010 divize III mistrovství světa do 18 let. Tým je řízen Mongolským svazem ledního hokeje, který je členem Mezinárodní hokejové federace.

## Účast namistrovstvísvěta
| MS   | Místo konání              | Umístění                                    | Výhry | Remízy | Prohry | Skóre |
| ---- | ------------------------- | ------------------------------------------- | ----- | ------ | ------ | ----- |
| 2000 | Thajsko (Bangkok)         | 4. místo v divizi II asijsko-oceánské části | 0     | 1      | 2      | 7:15  |
| 2001 | Thajsko (Bangkok)         | 1. místo v divizi II asijsko-oceánské části | 2     | 0      | 0      | 22:4  |
| 2002 | Nový Zéland (Auckland)    | 4. místo v divizi I asijsko-oceánské části  | 2     | 0      | 3      | 19:46 |
| 2008 | Mexiko (Ciudad de México) | 5. místo v divizi III (skupina B)           | 0     | 0      | 4      | 7:64  |
| 2009 | Tchaj-wan (Tchaj-pej)     | 5. místo v divizi III (skupina A)           | 0     | 0      | 4      | 4:81  |
| 2010 | Turecko (Erzurum)         | 5. místo v divizi III (skupina A)           | 0     | 0      | 4      | 2:78  |

## Zápasy

### 2008
- Nový Zéland -  Mongolsko 29:0 (7:0),(10:0),(12:0)
- Mexiko -  Mongolsko 10:1 (5:0),(0:1),(5:0)
- JAR -  Mongolsko 12:2 (5:1),(4:0),(3:1)
- Tchaj-wan -  Mongolsko 13:4 (5:0),(5:0),(3:4)